# 卡威溫密
卡威溫密（英文：Cowaramup）是一個位於西澳大利亞州西南區奧古斯塔－瑪格麗特河郡內的一個小鎮。卡威溫密亦位於玛格丽特河以北12公里。根據2006年人口普查，卡威溫密的人口為988人。

## 名称歷史
「卡威溫密」這個名字来源于位於小鎮附近的「卡威溫密侧线」。該侧线現位於废弃的弗林德斯湾支线铁路上。而該侧线得名自一個原住民名詞「卡威溫」（Cowara），意即紫冠吸蜜鹦鹉。该地区的当地人不時將镇稱為「牛鎮」（Cowtown），全因其於歷史上昌盛一時的酪农业。卡威溫密於1925年在宪报刊登，並且於建鎮初期發展林业和酪农业。

## 現況

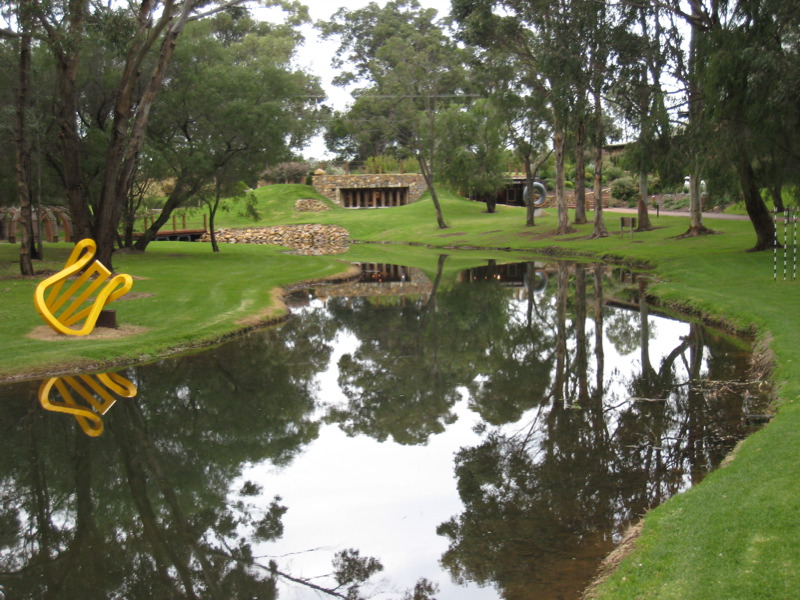
华斯菲利克斯的酒窖入口

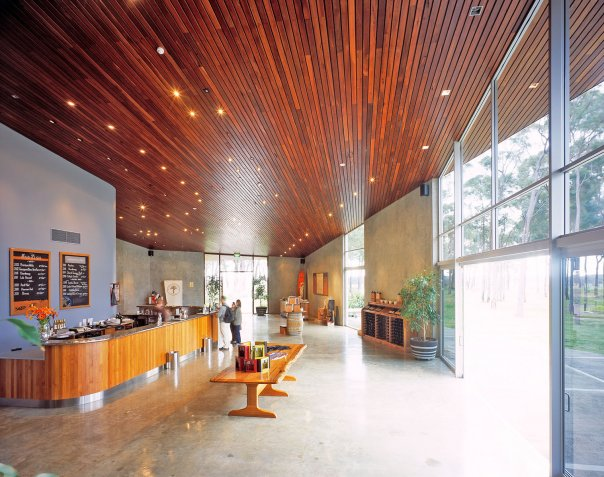
霍华德公园試酒室

卡威溫密大致上位於玛格丽特河葡萄酒产区的中央腹地。卡威溫密是玛格丽特河葡萄酒产区中其中一個附近擁有最多酿酒厂和其他生产商的小鎮。位於卡威溫密附近的酿酒厂和生产商包括华斯菲利克斯酿酒厂、霍华德公园酿酒厂、玛格丽特河巧克力工厂、以及玛格丽特河奶酪公司。卡威溫密附近亦有一個以游泳和冲浪著名的海湾，卡威溫密海湾。因此，卡威溫密成為了一個旅遊勝地，並且成為了西澳大利亞州西南區的一個旅遊重鎮。
镇中心有一個提供基本产品的本地綜合商店，而鎮內的其他基本設施包括一間邮局、一間面包店、一間蔬果店、一間房地产與农场代理、一个服务站、一家酒品店、一个社交俱乐部、一个公园和各种专卖店。這些专卖店售賣的貨品包括农产品、糖果、手工艺品和電子产品。另外，小鎮裡與外亦有一些住宿旅館，其中包括汤顿农场大篷车公园、一些住宿加早餐酒店和一些别墅和小屋皆提供各種各樣的住宿服務。卡威溫密亦擁有一間餐厅和兩間咖啡馆，以及位於附近的多間酒厂。这个镇擁有的教育設施為一間小学和一間幼稚園，而其娛樂設施則包括一个小镇廣場、一个网球俱乐部、一條小轮车赛道和一個草地保龄球场。 最接近的高中和大学位於玛格丽特河內。另外，卡威溫密的警察和消防服务都是由玛格丽特河和巴瑟尔顿提供。
卡威溫密大部份居民都居住於鎮內和其附近的市郊，其中包括僅餘的奶牛场。玛格丽特河郡议負責管理卡威溫密，而卡威溫密的報章則有奥古斯塔-玛格丽特河时报和奥古斯塔-玛格丽特河邮报。

## 運輸
卡威溫密位於巴瑟尔公路旁，而巴瑟尔公路能連接至珀斯等市區。